# 佐野克彦 (地方公務員)
佐野 克彦（さの かつひこ）は、日本の地方公務員。東京都建設局長や、東京都公園協会理事長、全日本建設技術協会副会長などを務めた。

## 人物・経歴
1979年日本大学理工学部土木工学科卒業。1981年日本大学大学院理工学研究科土木工学専攻修了。八十島義之助に師事。趣味はクラシック音楽鑑賞とウォーキング。大学院修了後、東京都庁入庁、第一街路整備事務所。
東京都都市整備局理事（航空政策・交通基盤整備・地下鉄改革担当）兼東京都都市計画審議会幹事、東京都スポーツ振興局スポーツ施設担当部長、東京都建設局道路建設部長、東京都都市整備局技監等を歴任。
2015年から東京都建設局長を務め、2020年東京オリンピック・2020年東京パラリンピックに向けた施設整備などを進めた。退任後は、東京都公園協会理事長に就任。都立庭園の全面禁煙化を始めるなどした。全日本建設技術協会副会長、練馬区都市計画審議会委員、土木学会土木広報戦略会議委員、公共交通オープンデータ研究会顧問なども務めた。